# Bidaspa pahangana
Bidaspa pahangana är en fjärilsart som beskrevs av Henry Maurice Pendlebury och Corbet 1933. Bidaspa pahangana ingår i släktet Bidaspa och familjen juvelvingar. Inga underarter finns listade i Catalogue of Life.